# Dar'ja Kondakova
Dar'ja Vladimirovna Kondakova (in russo Дарья Владимировна Кондакова?; Soči, 30 luglio 1991) è un'ex ginnasta russa tre volte vicecampionessa mondiale (2009, 2010 e 2011) e vicecampionessa europea nel 2010.

## Biografia
Promettente ginnasta, Kondakova ha iniziato a vincere le sue prime medaglie già a livello giovanile conquistando due ori, nel nastro e nella gara a squadre, agli Europei junior del 2006. In seguito, data la forte concorrenza tra le individualiste russe per un posto alle Olimpiadi di Pechino 2008, tenta di guadagnarsi un posto nella specialità della squadra, non riuscendo comunque a prendere parte alle Olimpiadi.
Sale alla ribalta nel 2009 laureandosi vicecampionessa mondiale dietro la connazionale e medaglia d'oro olimpica Evgenija Kanaeva e avendo la meglio sulla veterana Hanna Bezsonova, relegata al terzo posto; vince inoltre la medaglia d'oro nella gara a squadre e altri due argenti alla fune e al cerchio. L'anno successivo è pure vicecampionessa europea e conferma anche il secondo posto ai Mondiali di Mosca. Ai Mondiali di Montpellier 2011 va vicino al suo primo titolo individuale, ma grazie a una differenza di 0.050 punti il primo posto è ancora una volta appannaggio della Kanaeva.
Dar'ja Kondakova ha partecipato al Test Event pre-olimpico di Londra 2012 piazzandosi al primo posto. Un infortunio al ginocchio patito durante gli Europei di Nižnij Novgorod pregiudica però la sua presenza ai Giochi olimpici. Alla fine la ginnasta è costretta a sottoporsi a un intervento chirurgico e lo stesso anno annuncia il suo ritiro.

## Palmarès
- Campionati mondiali di ginnastica ritmica

Mie 2009: oro nella gara a squadre, argento nell'all-around, nella fune e nel cerchio.
Mosca 2010: oro nella fune e nella gara a squadre, argento nell'all-around, nel cerchio e nel nastro.
Montpellier 2011: oro nella gara a squadre, argento nell'all-around, nel cerchio, nella palla, nelle clavette e nel nastro.
- Campionati europei di ginnastica ritmica

Mosca 2006: oro nella gara a squadre e nel nastro (junior).
Brema 2010: argento nell'all-around.
Minsk 2011: oro nella gara a squadre, argento nel cerchio e nel nastro.
- Universiadi

Belgrado 2009: bronzo nella palla, nella fune e nel nastro.